# Ciężkowice (gromada w powiecie radomszczańskim)
Ciężkowice – dawna gromada, czyli najmniejsza jednostka podziału terytorialnego Polskiej Rzeczypospolitej Ludowej w latach 1954–1972.
Gromady, z gromadzkimi radami narodowymi (GRN) jako organami władzy najniższego stopnia na wsi, funkcjonowały od reformy reorganizującej administrację wiejską przeprowadzonej jesienią 1954 do momentu ich zniesienia z dniem 1 stycznia 1973, tym samym wypierając organizację gminną w latach 1954–1972.
Gromadę Ciężkowice siedzibą GRN w Ciężkowicach utworzono – jako jedną z 8759 gromad na obszarze Polski – w powiecie radomszczańskim w woj. łódzkim, na mocy uchwały nr 36/54 WRN w Łodzi z dnia 4 października 1954. W skład jednostki weszły obszary dotychczasowych gromad Ciężkowice, Graby, Michałopol i Zabrodzie ze zniesionej gminy Żytno oraz obszar dotychczasowej gromady Wojnowice ze zniesionej gminy Gidle w tymże powiecie. Dla gromady ustalono 18 członków gromadzkiej rady narodowej.
1 stycznia 1958 z gromady Ciężkowice wyłączono wieś Wojnowice, kolonię Wojnowice i parcelację Wojnowice włączając je do gromady Gidle w tymże powiecie.
Gromadę zniesiono 31 grudnia 1961, a jej obszar włączono do gromady Żytno.